# جو پلال
جو پلال (به لاتین: Jow Palal) یک منطقهٔ مسکونی در افغانستان است که در ولایت بامیان واقع شده‌است.